# Chaetosphaeriaceae
Chaetosphaeriaceae es una familia de hongos en Ascomycota, clase Sordariomycetes. El nombre de la familia le fue dado por Martina Réblová en 1999. Las especies de la familia tienen una distribución cosmopolita, y son propias de climas templados y tropicales. Se han encontrado fósiles de Chaetosphaeriaceae del Carbonífero, Eoceno, Oligoceno, Mioceno y sedimentos recientes.